# Ивановка (Барило-Крепинское сельское поселение)
Ивановка — хутор в Родионово-Несветайском районе Ростовской области.
Входит в состав Барило-Крепинского сельского поселения.

## География
На хуторе имеется одна улица — Лермонтова.

## Население
| 2010 | 2018 |
| ---- | ---- |
| 69   | ↘68  |